# Marcel Fischer (Radsportler)

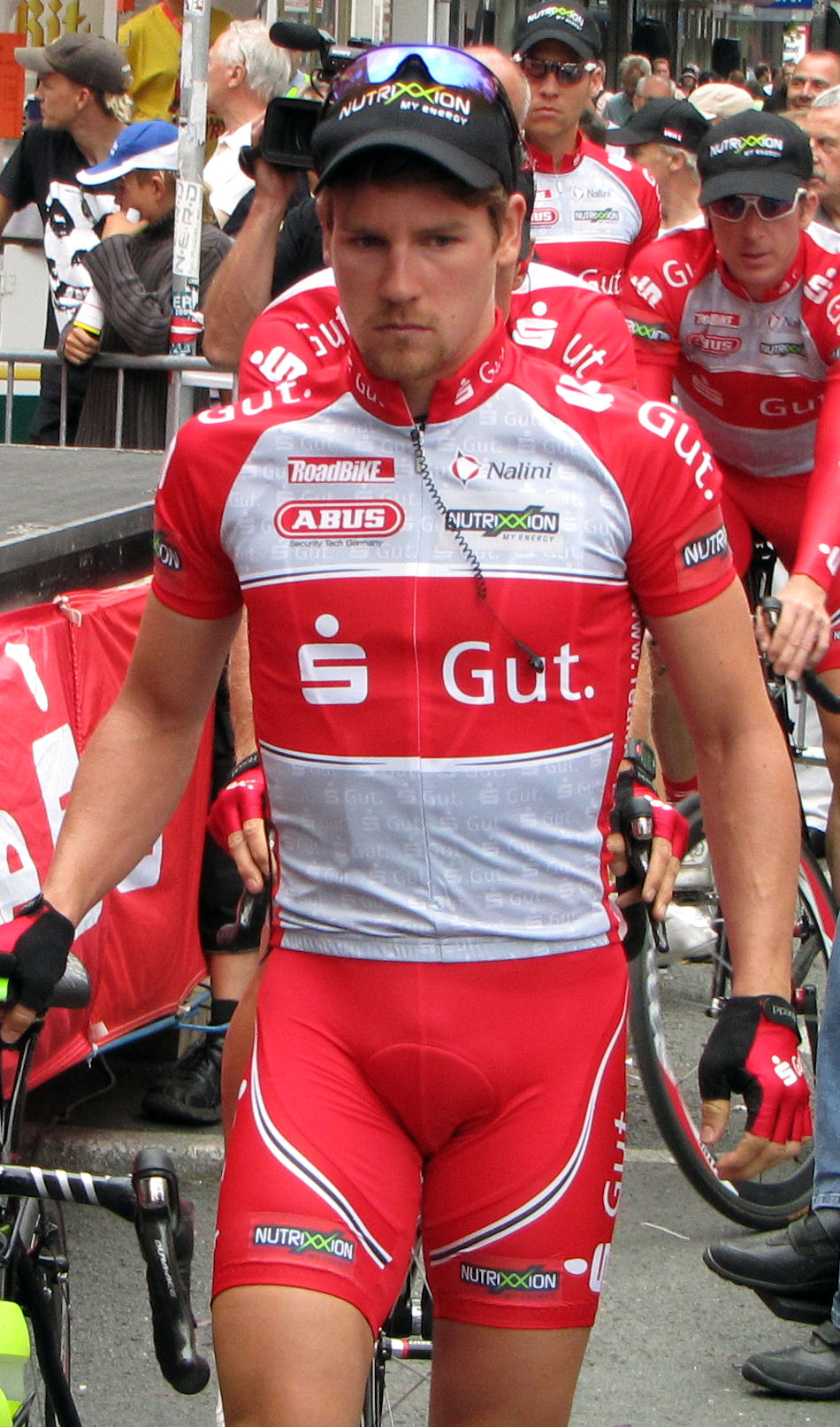
Marcel Fischer

Marcel Fischer (* 17. Oktober 1987) ist ein deutscher Radrennfahrer.
Marcel Fischer belegte bei der Deutschen Bergmeisterschaft 2006 den dritten Platz der Elite und zugleich Meister der U23. Bei der Cinturón a Mallorca gewann er 2007 für das LKT Team Brandenburg eine Etappe, wurde einmal Etappendritter und konnte so auch den zweiten Rang in der Gesamtwertung belegen. 2014 und 2015 siegte er in der Erzgebirgs-Rundfahrt. 

## Erfolge
2006
- Deutsche Bergmeisterschaften (U23)

2007
- eine Etappe, Nachwuchs- und Sprintwertung Cinturón a Mallorca

## Teams
- 2008 Team Ista
- 2008 Gerolsteiner (Stagiaire)
- 2009 Team Nutrixxion-Sparkasse
- 2010 Little John Bikes Team Rostock
- 2011 Little John Bikes Team Rostock
- 2012 Bike Market Team
- seit 2013 Racing Students/Team Belle Stahlbau